# رادمین
رادمین (به آلمانی: Rademin) یک منطقهٔ مسکونی در آلمان است که در ارندزی واقع شده‌است. رادمین ۲۲۷ نفر جمعیت دارد.